# Charles Wolfe (Iers dichter)

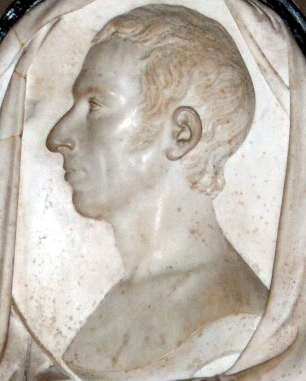
Bas-reliëf van Charles Wolfe in Saint Patrick's Cathedral (Dublin).

Charles Wolfe (Blackhall, County Kildare, 14 december 1791 – Queenstown, nu: Cobh, 21 februari 1823) was een Iers dichter.
Wolfe werd geboren in County Kildare en ontving zijn opleiding in Bath, Winchester en het Trinity College in Dublin. In 1817 werd hij priester in de Church of Ireland. Hij overleed op 31-jarige leeftijd aan de gevolgen van tuberculose.
Het voornaamste, en eigenlijk enige, werk waardoor Wolfe nog altijd bekendheid geniet is zijn gedicht 
The Burial of John Moore after Corunna (1816) dat in vele bloemlezingen is verschenen.